# 松平頼貞
松平 頼貞（まつだいら よりさだ）は、江戸時代前期から中期にかけての大名。常陸国額田藩2代藩主、のち陸奥国守山藩初代藩主。官位は従四位下・侍従、大学頭、左近衛少将。水戸徳川家初代の徳川頼房の孫。

## 生涯
寛文4年（1664年）1月25日、松平頼元の長男として誕生。母は小倉藩主小笠原忠真の娘嘉禰。元禄6年（1693年）、父の死去により家督を継ぐ。
元禄13年（1700年）9月25日、額田から陸奥守山に移封された。元文4年（1739年）、尾張藩主・徳川宗春に対して蟄居を伝える使者を務めた。寛保3年（1743年）10月28日、家督を三男・頼寛に譲って隠居する。翌延享元年（1744年）8月3日に死去した。享年81。

## 系譜
- 正室：峯姫 - 蜂須賀隆重の次女
- 側室：櫻井氏
  - 長女：染姫 - 小笠原長煕正室
  - 次女：千姫
- 側室：橋本氏
  - 長男：勝之助
- 側室：西川氏
  - 三女：与米姫 - 細川興生正室
  - 四女：須米姫
  - 次男：頼尚
- 側室：茂（松本氏）
  - 五女：多米姫
  - 三男：頼寛
  - 四男：七郎
  - 六女：津治姫 - 蜂須賀宗員婚約者のち堀直堯正室
  - 五男：頼恭 - 松平頼桓養子
  - 六男：定賢 - 松平定儀養子
  - 七男：頼済 - 松平頼幸養子

頼貞は多くの男子をもうけており、元文から寛保の間に五男頼恭が高松松平家を、七男頼済が石岡松平家を継いでいる。以後、文化年間（19世紀初め）以降に本家の水戸藩主徳川治紀・斉昭の息子たちが養子入りするまで、水戸家の連枝4家のうち宍戸松平家を除く3家を頼貞の血筋が占めた。他にも五男の定賢が親藩久松松平家を継いでいる。